# بستوی
بستوی (انگلیسی: Best Way) شرکت بازی ویدئویی اوکراینی است، که در سال ۱۹۹۱ تأسیس شد.